# Élections législatives de 1978 en Tarn-et-Garonne
Les élections législatives françaises de 1978 se déroulent les 12 et 19 mars 1978. Dans le département de Tarn-et-Garonne, deux députés sont à élire dans le cadre de deux circonscriptions.

## Élus
| Circonscription | Député sortant | Parti | Parti | Député élu ou réélu | Parti | Parti |
| --------------- | -------------- | ----- | ----- | ------------------- | ----- | ----- |
| 1re             | Jean Bonhomme  |       | RPR   | Jean Bonhomme       |       | RPR   |
| 2e              | Antonin Ver    |       | MRG   | Jean-Michel Baylet  |       | MRG   |

## Résultats

### Résultats à l'échelle du département
| Parti          | Parti                            | Premier tour | Premier tour | Second tour | Second tour | Sièges |
| Parti          | Parti                            | Voix         | %            | Voix        | %           | Sièges |
| -------------- | -------------------------------- | ------------ | ------------ | ----------- | ----------- | ------ |
|                | Parti communiste français        | 20 613       | 18,69        | Retrait     | Retrait     | 0      |
|                | Parti socialiste                 | 16 582       | 15,03        | 27 230      | 23,88       | 0      |
|                | Mouvement des radicaux de gauche | 14 359       | 13,02        | 29 407      | 25,78       | 1      |
|                | Union de la gauche               | 51 554       | 46,74        | 56 637      | 49,66       | 1      |
|                |                                  |              |              |             |             |        |
|                | Rassemblement pour la République | 47 006       | 42,61        | 57 410      | 50,34       | 1      |
|                | Divers droite                    | 742          | 0,67         |             |             | 0      |
|                | Majorité présidentielle          | 47 748       | 43,29        | 57 410      | 50,34       | 1      |
|                |                                  |              |              |             |             |        |
|                | Écologie 78                      | 3 702        | 3,36         |             |             | 0      |
|                | Parti socialiste unifié          | 3 338        | 3,03         | 0           |             |        |
|                | Extrême gauche                   | 2 763        | 2,50         | 0           |             |        |
|                | Front national                   | 638          | 0,58         | 0           |             |        |
|                | Divers                           | 562          | 0,51         | 0           |             |        |
|                |                                  |              |              |             |             |        |
| Inscrits       | Inscrits                         | 133 132      | 100,00       | 132 969     | 100,00      | 2      |
| Abstentions    | Abstentions                      | 19 636       | 14,75        | 15 549      | 11,69       |        |
| Votants        | Votants                          | 113 496      | 85,25        | 117 420     | 88,31       |        |
| Blancs et nuls | Blancs et nuls                   | 3 191        | 2,81         | 3 373       | 2,87        |        |
| Exprimés       | Exprimés                         | 110 305      | 97,19        | 114 047     | 97,13       |        |

### Résultats par circonscription

#### Première circonscription (Montauban)
| Candidat       | Candidat                    | Parti          | Premier tour | Premier tour | Second tour | Second tour |  |
| Candidat       | Candidat                    | Parti          | Voix         | %            | Voix        | %           |  |
| -------------- | --------------------------- | -------------- | ------------ | ------------ | ----------- | ----------- |  |
|                | Jean Bonhomme sortant réélu | RPR            | 25 900       | 47,9         | 30 165      | 52,56       |  |
|                | Hubert Gouze                | PS             | 16 582       | 30,67        | 27 230      | 47,44       |  |
|                | Guy Catusse                 | PCF            | 8 084        | 14,95        |             |             |  |
|                | André Cerciat               | PSU (FA)       | 918          | 1,68         |             |             |  |
|                | Georges Mattet              | Divers droite  | 742          | 1,37         |             |             |  |
|                | Serge d'Ignazio             | LO             | 652          | 1,21         |             |             |  |
|                | Jacques Maries              | FN             | 638          | 1,18         |             |             |  |
|                | Henri Nicol                 | Divers         | 562          | 1,04         |             |             |  |
|                | Claude Prat                 | LCR            | 489          | 0,9          |             |             |  |
|                |                             |                |              |              |             |             |  |
| Inscrits       | Inscrits                    | Inscrits       | 65 248       | 100,00       | 65 155      | 100,00      |  |
| Abstentions    | Abstentions                 | Abstentions    | 9 149        | 14,02        | 6 748       | 10,36       |  |
| Votants        | Votants                     | Votants        | 56 099       | 85,98        | 58 407      | 89,64       |  |
| Blancs et nuls | Blancs et nuls              | Blancs et nuls | 1 532        | 2,73         | 1 012       | 1,73        |  |
| Exprimés       | Exprimés                    | Exprimés       | 54 567       | 97,27        | 57 395      | 98,27       |  |

#### Deuxième circonscription (Castelsarrasin)
| Candidat       | Candidat               | Parti          | Premier tour | Premier tour | Second tour | Second tour |  |
| Candidat       | Candidat               | Parti          | Voix         | %            | Voix        | %           |  |
| -------------- | ---------------------- | -------------- | ------------ | ------------ | ----------- | ----------- |  |
|                | Roland Hévin           | RPR            | 21 106       | 37,87        | 27 245      | 48,09       |  |
|                | Jean-Michel Baylet élu | MRG            | 14 359       | 25,76        | 29 407      | 51,91       |  |
|                | Michel Bonnet          | PCF            | 12 529       | 22,48        | Retrait     | Retrait     |  |
|                | Alain Jean             | Écologie 78    | 3 702        | 6,64         |             |             |  |
|                | Raymond Récoché        | PSU (FA)       | 2 420        | 4,34         |             |             |  |
|                | Jacqueline Santi       | LO             | 1 622        | 2,91         |             |             |  |
|                |                        |                |              |              |             |             |  |
| Inscrits       | Inscrits               | Inscrits       | 67 884       | 100,00       | 67 814      | 100,00      |  |
| Abstentions    | Abstentions            | Abstentions    | 10 487       | 15,45        | 8 801       | 12,98       |  |
| Votants        | Votants                | Votants        | 57 397       | 84,55        | 59 013      | 87,02       |  |
| Blancs et nuls | Blancs et nuls         | Blancs et nuls | 1 659        | 2,89         | 2 361       | 4           |  |
| Exprimés       | Exprimés               | Exprimés       | 55 738       | 97,11        | 56 652      | 96          |  |